# Dômen konstskola

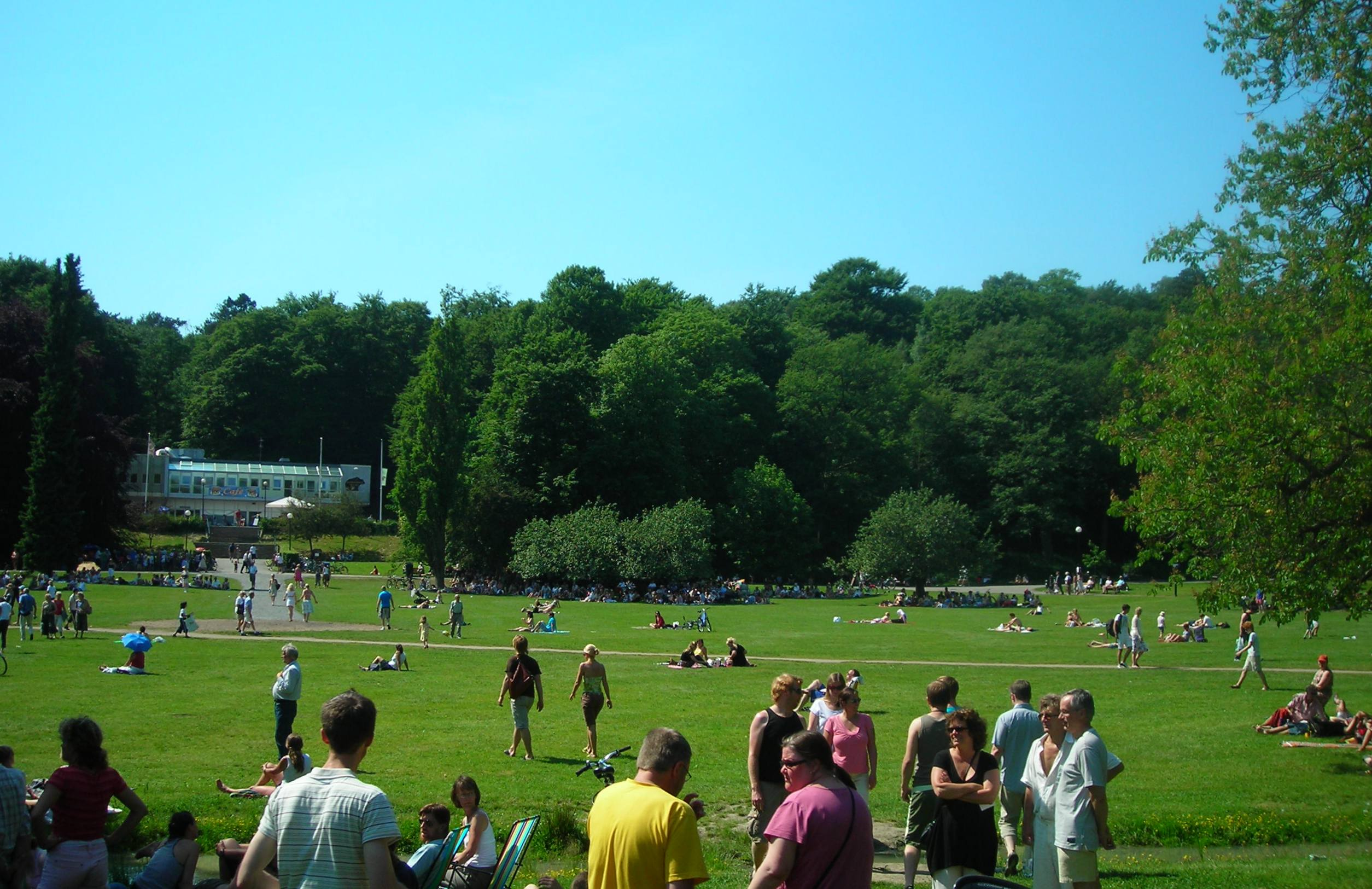
Slottsskogen med den byggnad i bakgrunden där Dômen konstskola ligger idag.

Dômen konstskola är en konstskola som ligger i Björngårdsvillan, i Slottsskogen, Göteborg.

## Historik
Ursprunget till konstskolan var de målerikurser som sedan 1940-talet ABF anordnade i en lokal på Postgatan 40 (före detta Sillgatan) i Nordstan. Lärare för dessa kurser var före detta Valandselever, bland andra Tullan Fink.
Under 1950-talet uppstod en krets kurskamrater som ville fördjupa sig och Tullan Fink blev tillfrågad om hon ville leda en sådan klass. Hon accepterade och 1958 startades det som kom att kallas Tullan Finks målarklass. I början av 1960-talet flyttade verksamheten till Lilla Kyrkogatan 3 och det var då verksamheten fick namnet Dômen konstskola. Namnet myntades av Fink och refererar till konstnärskaféet Le Dôme i Montparnasse i Paris. Under 1970-talet flyttade skolan till Schackspelets hus intill Handelshögskolan. År 1977 utökades skolan med en grafikutbildning och i slutet av 1980-talet tillkom en skulpturutbildning.
År 1992 flyttade skolan till Hertziahuset på Packhusplatsen. Där fanns betydligt större lokaler och verksamheten expanderade och 1998 gjordes skolan om till stiftelse. Den första styrelsen bestod av Folke Edwards (ordförande), Rolf Åsberg, Eva Gesang-Karlström, Bo Sällström och Tullan Fink. År 1999 blev Johan Lagergård skolchef efter Tullan Fink som då var 79 år. 
År 2004 hade lokalerna på Packhusplatsen blivit för dyra och skolan flyttade till Björngårdsvillan i Slottsskogen där verksamheten bedrivits sedan 2005. År 2009 tillträdde Anna Persson som ny skolchef.